# Nashrul Amin
Nashrul Amin  (* 17. Juni 1997 in Singapur), mit vollständigen Namen Nashrul Amin bin Mohamad Sanusi, ist ein singapurischer Fußballspieler.

## Karriere
Nashrul Amin stand bis Ende 2019 bei den Bukit Timah Juniors unter Vertrag. 2020 verpflichtete ihn der Erstligist Tanjong Pagar United. Der Verein spielt in der ersten Liga, der Singapore Premier League. Für Tanjong Pagar spielte er elfmal in der ersten Liga.
Seit dem 1. Januar 2021 ist Nashrul Amin vertrags- und vereinslos.